# إنتاج الزيتون في سويسرا
إنتاج الزيتون في سويسرا، تنتشر زراعة أشجار الزيتون وإنتاج زيت الزيتون في جنوب سويسرا، تعد منطقة تيسينو وجريسون مناطق الإنتاج الرئيسية في البلاد، يعتبر إنتاج الزيتون هامشي إقتصاديا لقلة مساحة الأراضي المزروعة.

## التاريخ

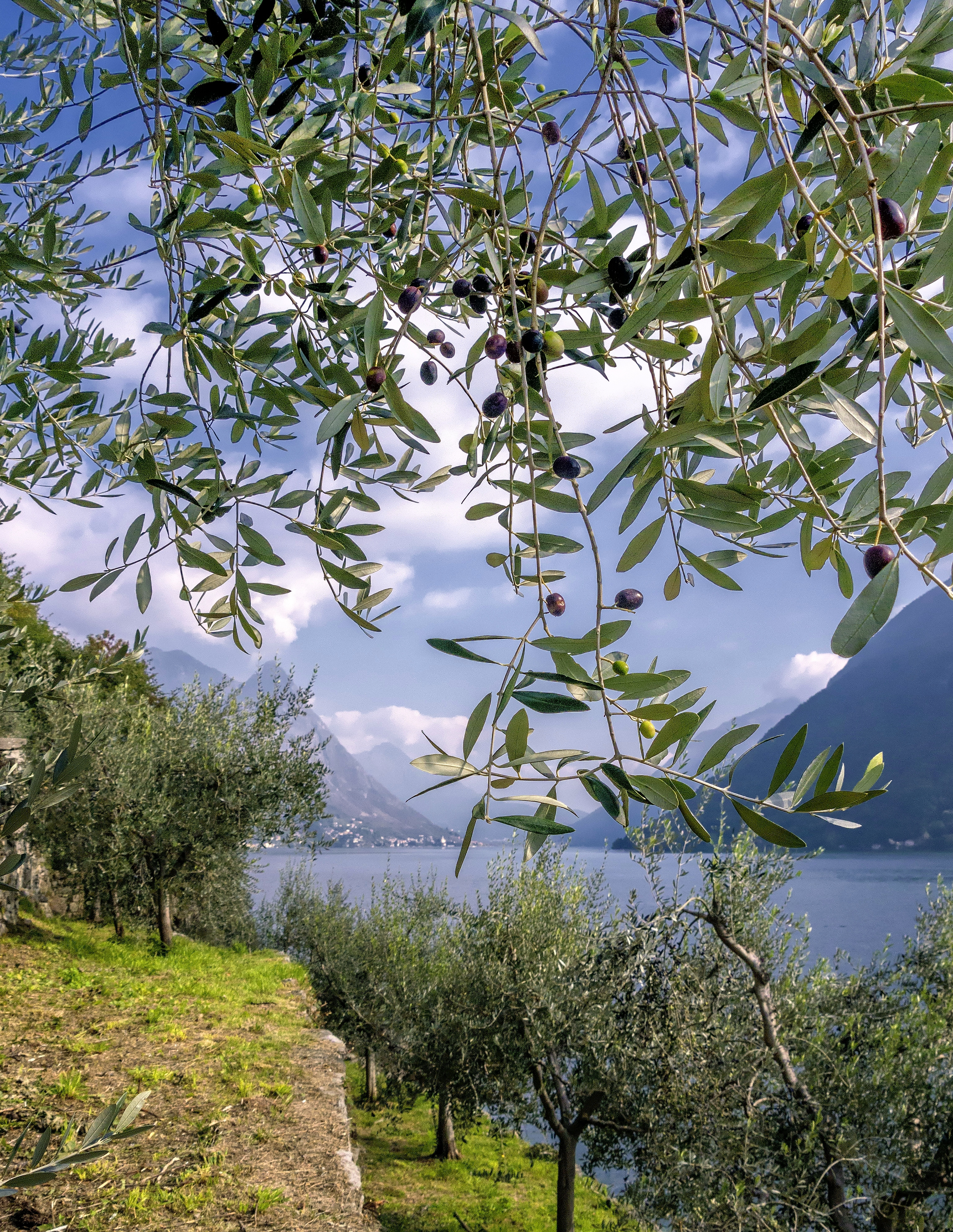
أشجار زيتون

من غير المعروف متى تم إدخال شجرة الزيتون إلى سويسرا. ويقال إن جنوداً متقاعدين من حملة يوليوس قيصر قاموا بزراعة أشجار الزيتون على ضفاف بحيرة كومو، التي تقع على بعد بضعة كيلومترات شرق الحدود السويسرية الحالية.
تشهد بعض المصادر القديمة على الإستخدام الرئيسي لزيت الزيتون كوقود لمصابيح الزيت. وكانت شجرة الزيتون مهمة لدرجة أنها ذكرت في العديد من الوثائق، معظمها في سجلات المبيعات، التي تؤكد وجودها على مر القرون.
في أعوام 1494 و1600 و1709، دمر الصقيع جميع بساتين الزيتون تقريبًا، وربما كان ذلك نتيجة للعصر الجليدي الصغير الذي أثر على سويسرا وأوروبا في ذلك الوقت. وفي وقت لاحق، فقدت شجرة الزيتون أهميتها وتم استبدالها جزئيًا بشجرة التوت في منطقتي لوغانو ومندريسيوتو.
أصبحت تربية دودة القز مصدرًا أكثر أهمية للدخل في كانتون تيسينو. ومع ذلك، فقد تم الإبلاغ عن زراعة الزيتون، إلى جانب التوت والليمون والبرتقال، ووصفها من قبل مسافرين من شمال سويسرا في أواخر القرن الثامن عشر وأوائل القرن التاسع عشر. لذلك يمكن استنتاج أن المنحدرات الجنوبية لمونت بري وسان سلفاتوري وأربوستورا ومواقع أخرى مختلفة، كانت لا تزال مأهولة ببساتين الزيتون الشاسعة في ذلك الوقت.

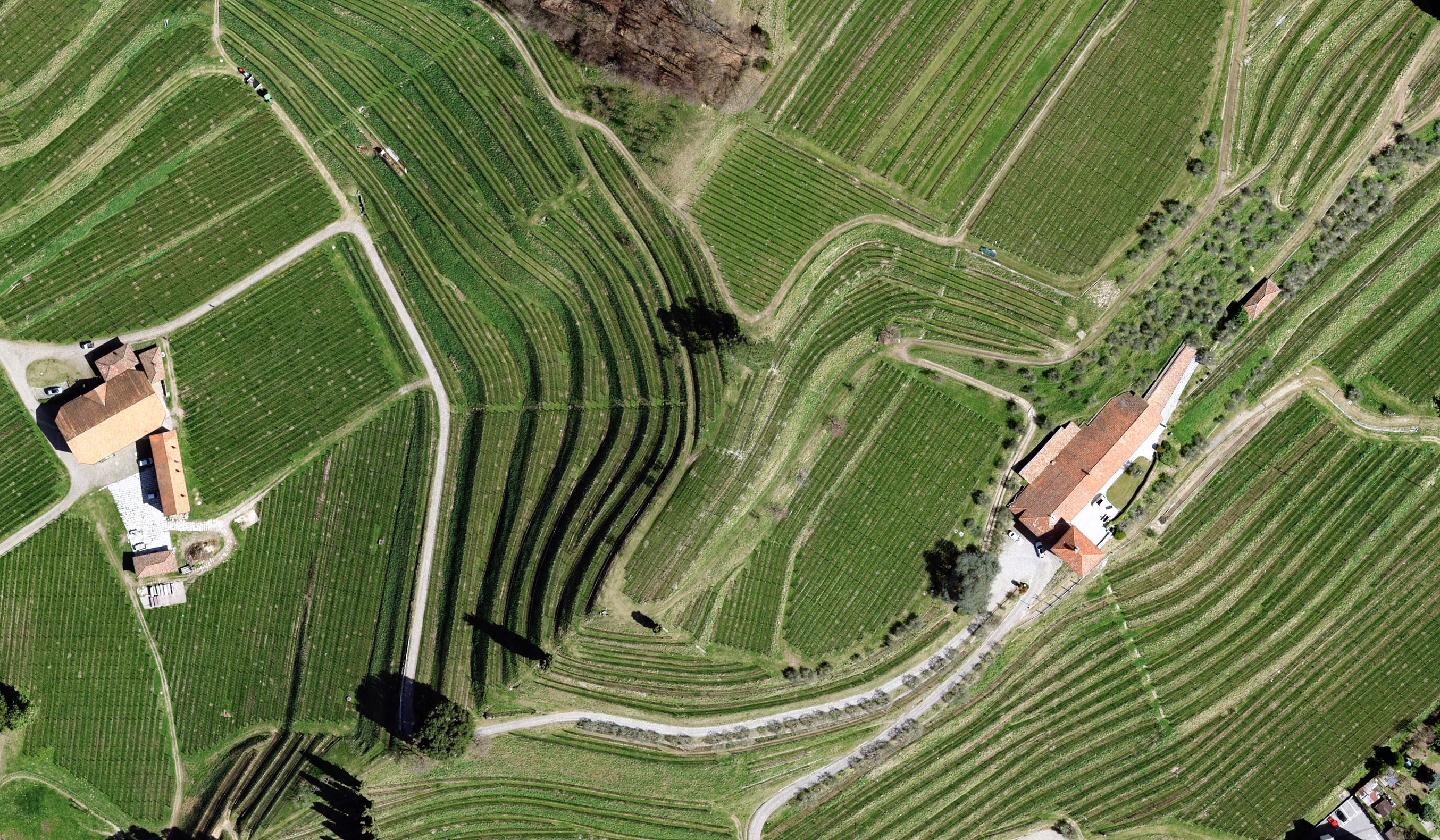
كروم العنب والزيتون

ومع نهاية القرن العشرين، بدأت المأكولات والمنتجات المحلية تجتذب اهتمامًا متزايدًا في جميع أنحاء سويسرا. في نهاية الثمانينات، تم إحياء زراعة الزيتون في كولدريريو. تم إنشاء بساتين زيتون أخرى في غاندريا .

## الزراعة
في عام 2016، بدأت مزرعة في بروسيو (جريسونز) بزراعة أشجار الزيتون على المدرجات التي تم ترميمها والتي ربما يعود تاريخها إلى القرن السادس عشر. وفي عام 2019، تم إنشاء مزرعة زيتون صغيرة في ساتينيي (جنيف)، ربما تكون الأولى في البلاد الواقعة على الجانب الشمالي من جبال الألب.
يشكل جنوب سويسرا الحد الشمالي لمنطقة الزراعة حيث الظروف المناخية مواتية لنمو الزيتون، وهو نبات حساس للبرد.

## الإنتاج
إنتاج زيت الزيتون في سويسرا صغير جدًا. وفي عام 2020، تمت معالجة 18271 كيلوغرامًا من الزيتون في معاصر لوزون وسونفيكو وتم إنتاج 1990 لترًا من زيت الزيتون. ويشكل هذا الجزء الأكبر من الإنتاج في البلاد. ومع ذلك، تم إدراج زيت زيتون كانتون تيتشينو في تراث الطهي في سويسرا في عام 2021.
يحظى زيت الزيتون بشعبية كبيرة في سويسرا ويتم استيراده بشكل أساسي من البلدان الجنوبية.

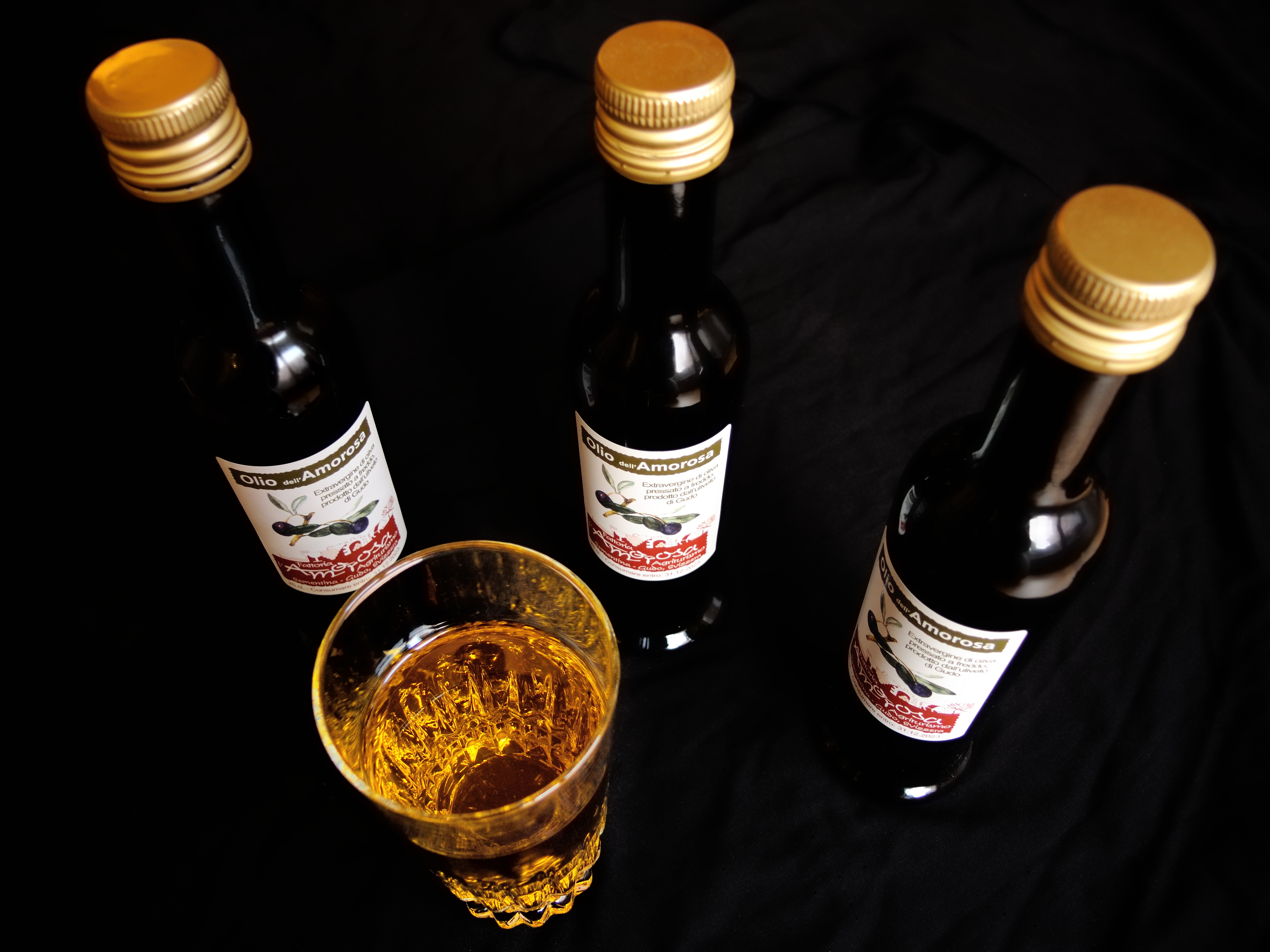
زيت زيتون بكر ممتاز من منطقة تسينو

يُستخدم زيت الزيتون في عدد من الأطباق التقليدية في جنوب سويسرا، كما أنه يستخدم كتوابل ومع المنتجات الأخرى والجبن الطازج.